# 笠詩社
笠詩社，是台灣的現代詩詩社，其成立於1964年3月，是由注重台灣現實狀況的一群現代詩人——白萩、陳千武、杜國清、趙天儀、林亨泰、李魁賢、王羨陽、詹冰、錦連、吳瀛濤、黃荷生、古貝、薛柏谷等，在《台灣文藝》創刊兩個月後，創辦《笠》詩刊（雙月刊）。其前後網羅了台灣中堅及年輕一代的詩人，詩人逐漸擺脫1950年代現代詩社所過份主張「橫的移植」的西化現象，歌唱自己生存的大地及人民，使現代詩學回歸本土。

## 發展
草創時期的成員有林亨泰、白萩、杜國清、陳千武、趙天儀、林宗源、葉笛、錦連、李魁賢、陳秀喜等人。1965年6月15日發行詩刊，10月15日該社依法正式完成登記，由黃騰輝擔任發行人。
笠詩社的初創成員有：白萩、陳千武、杜國清、趙天儀、林亨泰、王憲陽、詹冰、錦連、吳瀛濤、黃荷生、古貝、薛柏谷等人。不過薛柏谷始終沒有參加社上活動，古貝、王憲陽先後退出笠詩社。至於幾位笠詩社的重要成員，巫永福、陳秀喜、杜潘芳格、張彥勳等人，則是後來加入。林煥彰、喬林、施善繼、林錫嘉、岩上、沙白等人曾加入笠詩社，不過後來相繼離開。

## 年會
- 1979年8月在台南縣關仔嶺舉行15週年年會。
- 1982年8月22日在台南縣南鯤鯓舉行年會。
- 2015年7月8日在台南市國立臺灣文學館舉行年會。

## 「笠」詩獎
- 1969年6月15日頒發第1屆的「笠」詩獎，得主有：周夢蝶的《還魂草》、李英豪的《批評的視覺》、陳千武的《日本現代詩選》。
- 1982年8月22日頒發第2屆的「笠」詩獎，得主有：鄭炯明的《蕃薯之歌》、非馬的《集中營的童詩》、黃樹根的《黑夜》、李昌憲的《加工區詩抄》、北影一的《余究在何星宿之下誕生》。
- 1984年6月頒發第3屆的「笠」詩獎，得主有非馬、李魁賢、杜國清、莫渝、劉克襄、德有。
- 1993年7月25日頒發「笠」詩獎創作獎給蕭翔文，翻譯獎給林盛彬。

## 活動
- 1982年8月28日笠詩社主辦「台灣現代詩的殖民統治與太平洋戰爭經驗」座談會；同年10月30日該社與「陽光小集」合作，舉辦第3屆的「詩與民歌之夜」。
- 1983年5月1日詩社和自立晚報的「自立副刊」合辦「藍星、創世紀、笠三角討論會」，討論「現代派以後詩壇的演進」和「主要社團運動的影響」二大主題。
- 1986年該社與台灣日報副刊、台中市立文化中心合辦「現代詩人看童詩的新方向」座談。
- 1988年詩社1月14日主辦第3屆亞洲詩人會議，以「詩人在亞洲發展中的角色」為題進行討論；同年該社在台南神學院舉辦「詩的饗宴」與「詩的交談」活動，並在會後刊載大會的討論內容，在笠詩刊第142期。
- 1989年該社在巫永福家舉辦現代詩座談會，以巫永福作品〈祖國〉為中心，討論「台灣人的唐山觀」，詩刊第149期刊載討論的內容。
- 1993年7月24日笠詩社與蕃薯詩社、耕莘青年寫作會在台北市耕莘文教院4樓舉行莊柏林詩集《苦楝若開花》的討論會；同年12月12日該社在台中上智社教研究院舉辦台灣文學研討會，邀請詩人葉笛以「反逆性格的詩人金子光晴與賴和」為題進行演講。
- 1995年8月24日該社主辦「九五亞洲詩人會議」，在日月潭教師會館舉辦，一連五天，180多個來自多國詩人與會，大會主題是「邁向21世紀的詩文學」，除了論文發表，還有詩歌朗誦等活動。
- 1998年2月6日笠詩社在台北市誠品書店敦南店舉辦「斗笠下的弦歌：繽紛小詩，混聲合唱」活動，有黃騰輝、莊柏林、李魁賢、李勇吉、莫渝、陳謙、葉秀菊、林建隆等詩人與會。
- 2004年10月2、3日，為慶祝創社40週年，國立台灣文學館主辦「笠詩社四十週年國際研討會」。
- 2014年5月10日，為慶祝創社50週年，由陳謙籌劃國立臺北教育大學語文與創作學系主辦「笠詩社與臺灣現代詩發展學術研討會」。

## 出版
除了出版笠詩刊，詩社還會出版同仁的個人詩集、集結同仁的作品來展示成果。目前已知的出版物及出版活動有：
- 1965年10月25日詩社出版成員作品8種，有： 白萩的《風的薔薇》 、杜國清的《島與湖》、 林宗源的《力的建築》、 吳瀛濤的《冥想詩集》 、 桓夫的《不眠的眠》 、  詹冰的《綠血球》 、 趙天儀的《大安溪畔》 、 蔡淇津的《秋之歌》。
- 1970年該社出版《華麗島詩集》，選譯65家的作品，收錄104首詩作，是第一部日譯的台灣詩選。
- 1986年3月16日舉行「台灣詩人選集」出版酒會。該選集是由詩社同仁的詩集所構成，包含白萩、巫永福、杜國清、林亨泰、非馬、陳秀喜、沙白等詩人共30冊。
- 為慶祝創社15週年，詩社在1979年6月出版《美麗島詩集》，收錄詩社同仁白萩、巫永福、杜國清、林亨泰、非馬、陳秀喜等36人的代表作品；同時也推出《台灣現代詩集》。
- 為慶祝創社26週年，詩社在1990年7月26日台大校友會館推出「台灣詩庫」叢書，以及《台灣精神的崛起》。
- 1992年10月18日，趙天儀、陳明台、李敏勇等人主編的《混聲合唱》一書出版，收錄78位會員的作品，多達幾千首詩。
- 1994年5月10日該社出版同仁葉笛的第二本詩集《火和海》。
- 1995年該社主辦「九五亞洲詩人會議」，編印了《九五亞洲詩人作品集》與《亞洲詩人會議論文集》二種。
- 2009年7月15日笠詩社在國立台灣文學館舉行笠詩選《重生的音符》新書發表會。
- 2022年5月國立台北教育大學《當代詩學》學刊第17期製作「笠詩社詩人作品及其詩論研究」專號，陳謙主編。

## 笠詩刊
- 笠詩刊是在1964年6月15日創刊，雙月刊。1965年10月15日「笠」詩刊第9期出版，改由楓堤擔任執行編輯。1971年，由於兒童文學興起，因此笠詩刊第45期開始設兒童詩專欄[4]。

- 笠詩社相當重視時間，每幾年就會推出紀念專號，發表回顧詩社發展的文章。1969年4月15日第30期推出「笠五週年紀念專號」，收錄陳明台〈笠詩誌五年記〉等文章。1980年12月15日「笠」詩刊出版第100期，社員策劃「笠百期的回顧與展望」專輯。1997年8月笠詩社發行第200期詩刊，策畫「二百期紀念專號」。除了慶祝、回顧詩社發展，笠詩刊有時也會策畫前輩詩人與同仁的專輯，來紀念他們。1991年4月笠詩社就推出第163期「陳秀喜女士紀念專輯」來紀念同仁陳秀喜女士[4]。

- 「笠」詩刊雖然不是政治性格相當濃烈的詩刊，偶爾還是會因文章涉及人事作品的臧否，而引發爭議。1970年10月15日第39期刊登白萩、岩上、趙天儀、鄭炯明等社員對羅門〈麥堅利堡〉這首長詩的評論文章，引發羅門與笠詩社的筆戰[4]。

- 「笠」詩社具有強烈的現實關懷。1986年8月第134期推出「詩與政治」專題，討論詩與政治的關係，當時還未解嚴，這樣的議題相當敏感。1990年以後，本土意識更為高漲，詩社在1994年8月推出「為台灣寫的詩」特輯(第182期)，刊載李魁賢等二十多位詩人的作品，從不同角度表達對台灣的愛[4]。

- 「笠」詩刊有時會策劃專輯，刊載詩社所舉辦的活動的紀錄，以及與會人士所發表的論文、評論、作品。1987年12月，第142期詩刊就推出「1988亞洲詩人會議大會」專輯[4]。

- 雖然「笠」詩社常予人一種刻板印象，那就是：過於重視本土，輕忽國際化、世界化，不過事實並非如此。笠詩社很早就在引介外國文學，詩刊常作為成員發表譯介外國文學作品的重要管道，杜國清、李魁賢、白萩、陳千武、羅浪、趙天儀等人，就曾各自譯介外國的詩人作品及詩社主張。目前能查考的，有以下幾件：第7期刊載葉笛翻譯法國詩人安德列·布列東的〈超現實主義宣言〉，第8期則刊載他翻譯的義大利詩人菲利波·托馬索·馬里內蒂〈未來派宣言書〉；第9期刊載趙天儀中譯的艾丁頓〈意象派六大信條〉[5]。

## 評介
- 葉石濤在《台灣文學史綱》對笠詩社的評價是：以本土為主，表現台灣作家和詩人的傳統的奉獻精神、團結心和向心力；「笠」和「台灣文藝」繼承台灣新文學運動一脈相承的傳統精神──對時代與社會強烈的批判精神[6]。
- 1994年12月23日，中央日報副刊「現代文學史話系列」有「笠詩刊」專輯，內容包括笠詩刊創刊人兼首位主編林亨泰述說「笠」的精神；該刊也訪問曾任多次主編笠詩刊的白萩，談論笠詩刊的緣起及發展脈絡[4]。

## 外部連結
- 笠詩刊